# Morgellons
Morgellons (también llamada enfermedad de morgellons o síndrome de morgellons) es una condición en la que la persona que lo sufre tiene la sensación de que está infectado por agentes enfermizos, tales como insectos, parásitos, pelos y fibras, presentan rara vez fibras de colores rojas, azules, negras y blancas saliendo de las llagas que ocasiona la enfermedad.
Existe un amplio debate en la comunidad científica respecto al origen de las fibras, aunque numerosos estudios sugieren fuertemente un origen infeccioso. Una teoría destacada postula que estas fibras son el resultado de un proceso infeccioso vinculado a la enfermedad de Lyme. Según esta hipótesis, la enfermedad de Morgellons podría estar asociada a la presencia de la bacteria conocida como Borrelia burgdorferi.
Las personas con este trastorno suelen presentar un amplio rango de lesiones cutáneas, debidas a la insistencia de rascarse y morderse, debido a las sensaciones de hormigueo (formicación), creencia de la presencia de fibras inusuales en la piel, etcétera. El consenso científico actual sostiene que el morgellons es una enfermedad nueva, y no es un engañoso nombre para una enfermedad conocida. La mayoría de los médicos, incluyendo dermatólogos y psiquiatras consideran el morgellons como la manifestación de una enfermedad conocida que no tiene relación con el delirio parasitario dermatozoico, muchos médicos consideran que una causa infecciosa puede ser encontrada en el futuro. Enfermedades como el delirio parasitario dermatozoico pueden ser serias y debilitantes, pero no existen relación científica con los Morgellons.
El nombre fue acuñado en 2002 por Mary Leitao a una infección que presentaba su hijo caracterizada por una gama de síntomas cutáneos como sensación de hormigueo, mordiscos y picaduras producidos por insectos. Asegura que la causa de la enfermedad son unas extrañas fibras en su piel o por debajo de ella, que son de varios colores y brillan a cierta luz. 
A pesar de que algunos médicos consideran la falta de evidencia sobre si morgellons sea una afección nueva o diferenciada y de la ausencia de un corpus de síntomas diagnósticos, la Morgellons Research Foundation (MRF) (en español, Fundación para la Investigación del Morgellons) y pacientes autodiagnosticados han contactado con éxito con miembros de la organización gubernamental estadounidense Centers for Disease Control and Prevention (CDC) (en español, "Centros para el Control y Prevención de Enfermedades") para investigar la presunta enfermedad.
La CDC declara que, "como por el momento se desconoce si esta afección representa una nueva entidad nosológica o si las personas que se autodiagnostican tienen una causa común para sus síntomas, comparten factores de riesgo o son contagiosos, ha comenzado un estudio epidemiológico sobre la dermatopatía inexplicable" (conocida como morgellons).
Un estudio científico ha identificado que las fibras están compuestas de keratina y colágeno Esto indicaría el origen biológico de las fibras. Según este estudio, las fibras son generadas por la proliferación y activación de queratinocitos y fibroblastos en la epidermis.
Las últimas investigaciones realizadas por la CDC se llevaron a cabo en 2012 en un multiestudio de un año de duración. El análisis de las fibras mostró que se trataba de celulosa y mayoritariamente de algodón.   Lo que no sugiere que, "la enfermedad de morgellons es el ya conocido delirio de infestación". puesto que hay otro estudio que afirma lo contrario.

## Historia

### Mary Leitao y la MRF
En 2001, y según Mary Leitao, su hijo de dos años presentó llagas bajo su labio y empezó a quejarse de "bichos". Leitao, licenciada en Biología que trabajó durante cinco años en hospitales de Boston utilizando microscopía electrónica y técnicas de inmunohistoquímica antes de convertirse en madre y ama de casa, afirma que examinó las llagas encontrando fibras rojas, azules, blancas y negras.
Leitao declara que llevó a su hijo a ver a al menos ocho médicos que no fueron capaces de diagnosticar ninguna enfermedad, alergia o causa anormal de los síntomas que presentaba su hijo. El doctor Fred Heldrich, pediatra del hospital Johns Hopkins, con una gran reputación "en resolver casos misteriosos" examinó al hijo de Leitao. Heldrich no encontró nada anormal en la piel del chico y comunicó al médico al que la derivaba que "Leitao se beneficiaría de valoración y apoyo psiquiátricos", también registró su preocupación por la "utilización" de su hijo.
La revista Psychology Today informa de que Leitao había consultado a un especialista no identificado en enfermedades infecciosas del Johns Hopkins, quien tras examinar el historial de su hijo había rechazado tratarle sugiriendo que la misma Leitao podría sufrir del Síndrome de Münchhausen por poderes, un síndrome psiquiátrico donde el progenitor aparenta que su hijo está enfermo o le provoca la enfermedad para obtener la atención de los servicios médicos.Esta afirmación no contiene ningún fundamento cientíco puesto que no se conoce el nombre del especialista en enfermedades infecciosas.
Esta opinión sin bases científicas de que ella presentaba un potencial desorden psicológico era compartida por varios médicos a los que había pedido consejo, según la misma Leitao.
Leitao dijo que se había acostumbrado desde hace tiempo a recibir las dudas de los médicos a los que había pedido ayuda para su hijo que ahora tiene siete años y continúa sufriendo las mismas lesiones. "Ellos sugirieron que quizás yo era neurótica", dijo Leitao. "Dijeron que no estaban interesados en verle porque yo padecía de Münchhausen por poderes".
Leitao afirma que en su hijo aparecieron más llagas y las fibras seguían sobresaliendo de ellas. Ella y su marido Edward Leitao, un internista del South Allegheny Internal Medicine en Pensilvania, sintieron que su hijo sufría de "algo desconocido". Ella eligió el nombre de "enfermedad de morgellons" tras ver la descripción de una enfermedad en la monografía A Letter to a Friend de Sir Thomas Browne (1690), donde Browne describe varias afecciones vistas en su trabajo, incluyendo "aquel moquillo (acepción veterinaria) endémico (llamado el morgellons) de los niños de Languedoc, que sufrían de graves erosiones con pelos ásperos en sus espaldas". No hay ninguna teoría que relacione los síntomas descritos por Browne con los casos actuales.
Leitao fundó la Morgellons Research Foundation (MRF) de forma no oficial en 2002, y de forma oficial como entidad sin ánimo de lucro en 2004. La MRF afirma en su web que su propósito es hacer tomar conciencia y conseguir fondos para la investigación de esta enfermedad propuesta y descrita por la organización como "enfermedad sobre la que hay un pobre conocimiento y que provoca desfiguración e incapacidad". Leitao declaró que inicialmente esperaba recibir información de científicos o médicos que pudieran entender el problema, pero en cambio contactaron con ella miles de personas describiendo tanto sus llagas y fibras, como síntomas neurológicos, fatiga, dolor muscular y de las articulaciones, y otros.
La MRF afirma haber recibido autodiagnósticos desde los cincuenta estados de Estados Unidos y otros quince países, incluyendo Canadá, el Reino Unido y los Países Bajos, y cifra en doce mil las familias que han contactado con la organización.

### El morgellons en los medios
En mayo de 2006, la CBS informó sobre el morgellons en las noticias emitidas en California del Sur. El mismo día, el Departamento de Servicios de la Salud del condado de Los Ángeles hizo pública una declaración diciendo que "ninguna asociación creíble de salud, médica o pública, ha verificado la existencia o el diagnóstico de la enfermedad de morgellons y no hay razón para que las personas entren en pánico por informes no comprobados sobre esta enfermedad". En junio y julio de 2006 en la CNN, en el programa de la ABC Good Morning America y en el programa de la NBC The Today Show se emitieron informaciones al respecto. En agosto de 2006, parte del programa de la ABC Medical Mysteries estuvo dedicado a este asunto. También se habló del tema en el programa de la ABC Nightline el 16 de enero de 2008, y el 20 de enero de 2008 fue la historia de portada de la edición del Washington Post Magazine.
El primer artículo en proponer el morgellons como nueva enfermedad en una publicación científica fue un artículo de revisión firmado por V. R. Savely, M. M. Leitao y R. B. Stricker, miembros de la MRF. Fue publicado en julio de 2006 por el American Journal of Clinical Dermatology. Un artículo en el San Francisco Chronicle informó de que "no ha habido estudios clínicos" (sobre la enfermedad de morgellons). Un artículo en el New Scientist en septiembre de 2007, informó de que había personas que presentaban los mismos síntomas en Europa y Australia.

### La investigación del CDC
El grupo de trabajo del Centers for Disease Control and Prevention (CDC) se reunió por primera vez en junio de 2006. En julio de 2006, Dan Rutz, médico y portavoz del CDC, dijo: "No estamos preparados para reconocer que hay una nueva enfermedad, pero la preocupación ha aumentado ya que muchas personas están escribiendo o llamando a sus representantes del Congreso hablando sobre ello". En agosto de 2006 el grupo de trabajo estaba compuesto por doce personas; entre ellas dos patólogos, un toxicólogo, un especialista en ética, un experto en salud mental y especialistas en enfermedades infecciosas, parasitarias, ambientales y crónicas. En mayo de 2007, Laural Porter del canal de noticias Newschannel 8 de la KGW-TV preguntó a Rutz si tenía alguna información sobre la naturaleza de las fibras. En ese momento Rutz dijo: "No, no lo sabemos, todavía no las hemos estudiado en un laboratorio. No hay nada que implique que lo hay (un proceso infeccioso), pero nuestra mente está abierta a todo, incluida esa remota posibilidad".
Desde entonces el CDC ha patrocinado un estudio (véase abajo) que incluirá un examen más detallado por parte del CDC de las fibras extraídas de las lesiones producidas por el morgellons.
En junio de 2007, el CDC abrió una web sobre la "dermopatía inexplicable" (conocida como morgellons). Para noviembre de 2007, el CDC había anunciado una investigación afirmando que "los objetivos principales del estudio son describir mejor las características clínicas y epidemiológicas de esta afección y generar hipótesis sobre posibles factores de riesgo". La organización Kaiser Permanente de California del Norte fue elegida para ayudar en el estudio, que empezaría cuando los protocolos científicos y la estructura del comité de evaluación hubieran sido preparados y aprobados. Los investigadores informarían sobre la distribución geográfica de la enfermedad y las tasas estimadas de esta en las comunidades afectadas. El estudio consistiría en realizar biopsias de piel de los pacientes afectados y la caracterización de materiales extraños, como las fibras obtenidas de los pacientes, para determinar su fuente potencial. En enero de 2008 se informó de que el CDC estaba reclutando la ayuda del Instituto de Patología de las Fuerzas Armadas de Estados Unidos y de la Academia Americana de Dermatología "para proceder a una inmediata y rigurosa investigación".
En enero de 2008, el CDC, junto con la división de investigación del Kaiser Permanente de California del Norte, inició un estudio patrocinado sobre la inexplicada afección cutánea conocida como morgellons. Una conferencia de prensa tuvo lugar el 16 de enero de 2008 con la doctora Michele Pearson, investigadora principal del CDC, y el doctor Joe Selby, director de la división de investigación del Kaiser Permanente de California del Norte. En la conferencia de prensa la doctora Pearson declaró que "lo que puedo afirmar como real es el sufrimiento que estos pacientes están experimentando, no puedo caracterizar esto como un síndrome o una enfermedad, solo puedo decirles que es una enfermedad inexplicable." Los exámenes clínicos se realizarán en Oakland, California.
La investigación del CDC siguió a una campaña de mailing coordinada por la MRF en la que "pacientes autodiagnosticados remitieron miles de cartas a los miembros del Congreso a través de la web de la fundación".

## Síntomas y diagnóstico
El morgellons no está actualmente reconocido como un trastorno específico, así que no existe una lista de síntomas o pautas de diagnóstico diferencial aceptadas de forma general por la comunidad médica. Los pacientes normalmente se autodiagnostican basándose en los informes presentados por la prensa y la información publicada por la MRF. Entre los síntomas usualmente se incluyen:
- Sensaciones molestas como hormigueo, mordiscos o picaduras producidas por insectos en la superficie o por debajo de la piel (por ejemplo, formicación).
- Sarpullidos y lesiones que no curan en la piel.
- Filamentos parecidos a fibras, gránulos o cristales que aparecen en la superficie o por debajo de la piel, o que pueden ser extraídos de la lesiones.
- Fatiga debilitante.
- Disfunción cognitiva, incluyendo dificultades en la concentración y atención y pérdida de memoria a corto plazo.

El doctor William T. Harvey, director del consejo asesor de la MRF, afirmó en 2007 en una carta al editor del Journal of the American Academy of Dermatology que se habían hallado entre los pacientes con morgellons valores de laboratorio incrementados de citoquinas inflamatorias, insulina y anticuerpos a tres bacterias patógenas, pero no aportó evidencias de esto. Muchos enfermos de morgellons presentan síntomas también concordantes con síndrome de fatiga crónica, depresión, trastorno obsesivo-compulsivo y trastorno por déficit de atención. La doctora Rhonda Casey, jefe de pediatría del Hospital Universitario del estado de Oklahoma mientras trabajaba con el Centro para la Investigación de la Enfermedad de Morgellons del OSU-CHS (Oklahoma State University-Center for Health Sciences) notó que todos sus pacientes afectados por morgellons parecían presentar síntomas neurológicos como confusión, dificultad para caminar y controlar el movimiento de sus pies (pie péndulo) y boca caída al hablar. El OSU-CHS ha publicado una lista de síntomas similar a la del MRF.
La MRF ha adoptado unos criterios definitorios de los síntomas padecidos por los enfermos de morgellons que han sido citados en otros artículos.
El Atlas de Parasitología Humana trata la enfermedad propuesta dentro de su sección Pseudoparásitos y Artefactos:
"Muchos dermatólogos critican la sugerencia de que sea una enfermedad real, al contrario indican que muchos de estos pacientes sufren problemas psicológicos u otros trastornos cutáneos comunes. Dado el gran número de sujetos que afirman padecer dicha enfermedad, sería útil contar en los próximos años con una evaluación científicamente válida de la enfermedad de morgellons y su posible etiología (o etiologías). Una de las principales críticas de muchos pacientes es que sienten que la comunidad médica no está dispuesta a admitir la posibilidad de la existencia de una causa infecciosa o fisiológica aún no descrita para esta enfermedad. De todos modos es cierto que, de hecho, muchos expertos parasitólogos, médicos entomólogos y otros microbiólogos han examinado al detalle fibras y otros materiales expulsados o extraídos de estos pacientes sin encontrar en ellos organismo biológico alguno. Aunque ha sido propuesta la relación de esta afección con la presencia de la enfermedad de Lyme, es necesaria más investigación para ayudar a probar la validez de la enfermedad de morgellons. Hasta entonces, la cuestión de si la enfermedad de morgellons es otro nombre para el delirio parasitario dermatozoico o una enfermedad real con base biológica o fisiológica está en el aire.

## Causas propuestas y fisiopatología

### Enfermedad de Lyme
El consenso científico todavía debate sobre el origen de las fibras. Sin embargo, hay muchos estudios que indican el origen infeccioso de las fibras. Una de las hipótesis más relevante, considera que las fibras son generadas por un proceso infeccioso de la enfermedad de Lyme. Específicamente, la enfermedad de Morgellons estaría provocado por la bacteria llamada Borrelia burgdorferi.

### Delirio parasitario dermatozoico y otros trastornos neuropsicológicos
Algunos dermatólogos, psiquiatras y otros profesionales de la medicina ven el morgellons como un nuevo nombre para una vieja enfermedad,
el delirio parasitario dermatozoico, también llamado delirio de infestación, delirio de parasitosis o síndrome de Ekbom. Suele incluirse en el apartado de "trastornos delirantes sin especificación" en el CIE-10 y DSM-IV. Estos profesionales afirman que es "un patrón de síntomas dermatológicos muy parecida, si no idéntico, a aquel del delirio parasitario dermatozoico" y la "gran mayoría" de los pacientes con morgellons son diagnosticados así o de otras enfermedades psicosomáticas.
En el delirio de parasitosis los pacientes mantienen la idea delirante de que están infestados por parásitos. Pueden experimentar formicación, la sensación de que los insectos se arrastran bajo su piel. Los sujetos afectados pueden desarrollar complicados rituales de exploración y limpieza para localizar y quitarse parásitos y fibras, resultando una forma de auto-mutilación. Se dañan a sí mismos en sus intentos de deshacerse de los parásitos pellizcándose la piel, causándose lesiones en las que vuelven a hurgar impidiendo así su cura. Estos pacientes frecuentemente se presentan en la consulta con el llamado "signo de la caja de cerillas"-- un signo médico caracterizado por el paciente que colecciona fibras y otros objetos extraños supuestamente extraídos de la piel -- y, a causa de la "inquebrantable idea delirante" rechazan con fuerza diagnósticos que no tengan que ver con parásitos. Una pequeña parte de estos casos se dan en grupos de dos, tres o más individuos próximos entre sí, incluso familias, de la forma conocida con los términos franceses folie à deux, folie à trois, y folie à famille.
El delirio parasitario dermatozoico, con síntomas que tienen "extraordinarias similitudes" con morgellons, ha sido descrito en la literatura médica en los últimos setenta y cinco años. El doctor Noah Craft, dermatólogo del Harbor-UCLA Medical Center en Torrance (California) ha tratado a muchos enfermos de morgellons y biopsiado sus lesiones, encontrando sólo piel normal y la inflamación propia de un bulto que ha sido rascado.
Algunos casos de delirio parasitario tienen causa orgánica distinta a aquella inespecífica procedente de trastornos psicológicos o neurológicos. Por ejemplo, la formicación (la sensación de que hay bichos arrastrándose bajo la propia piel) puede ser causada por alergias, neuropatía diabética, menopausia, cáncer de piel o herpes zóster. La demencia y el retraso mental se han asociado también con el delirio parasitario.
Síntomas asociados al delirio parasitario como la urticaria, parestesia (hormigueo inexplicado en la piel) y prurito, son efectos secundarios comunes de medicamentos recetados o ilegales. La sensación es real, pero su atribución a parásitos desconocidos y el coleccionismo de fibras son parte del delirio.
William T. Harvey, de la MRF, ha escrito que las "lesiones por morgellons" que no curan han sido encontradas en cuerpos de niños en lugares donde ellos no alcanzan a rascarse. En su carta al editor no aporta pruebas que sustenten dicha afirmación.
Algunos casos de morgellons han sido diagnosticados como disestesia cutánea (síndrome doloroso crónico con dolor neuropático, prurito y alteraciones emocionales).

### La influencia de Internet
En un informe de 2006 del Journal of the American Academy of Dermatology, Andrea G. Waddell y William A. Burke citan la influencia de internet en los autodiagnósticos de los pacientes de morgellons: "Los médicos se ven cada vez más cuestionados por los pacientes que practican la autodiagnosis en línea.
La dermatóloga Caroline Koblenzer acusa explícitamente a la página web de la MRF de engañar a los pacientes: "Claramente, a medida que más y más pacientes nuestros descubran esta web (MRF), habrá un aún mayor despilfarro de tiempo y recursos valiosos en investigaciones sin frutos sobre fibras, pelusas, bacterias irrelevantes y gusanos e insectos inocuos".
En el LA Times, en un artículo sobre el morgellons se reseña que: "El reciente aumento de síntomas puede ser directamente atribuido a internet a partir del nombramiento de la enfermedad por Mary Leitao, una madre de Pennsylvania". Robert Bartholomew, un sociólogo que ha estudiado el fenómeno del mal de morgellons, afirma que: "El World Wide Web se ha convertido en una incubadora para el delirio de masas y (el morgellons) parece ser una enfermedad socialmente transmitida por internet". De acuerdo con esta hipótesis, los pacientes con delirio parasitario y otros desórdenes psicológicos acaban convencidos de que padecen morgellons después de leer en internet versiones de otros con síntomas similares
. Un artículo de 2005 de Popular Mechanics dice que los síntomas del morgellons son muy conocidos y están bien caracterizados en el contexto de otros trastornos, y que los extendidos informes sobre las extrañas fibras se remontan solo a unos pocos años antes cuando la MRF los describió por primera vez en internet.
El Dallas Observer apunta que el morgellons puede extenderse vía internet y los medios de comunicación, y "si este es el caso, entonces el morgellons es una de tantas extrañas enfermedades que azotan a la población solo para desaparecer sin rastro una vez que el gobierno concede financiación". El artículo traza paralelismos con otros delirios que fueron extendidos por los medios de comunicación.

### Afecciones conocidas de la piel
Se ha hipotetizado que algunos casos de enfermedad (auto-diagnosticada) de morgellons son, en realidad, otros conocidos trastornos de la piel como dermatitis alérgica, dermatitis de contacto y escabiosis (o sarna), provocada por el ácaro parásito Sarcoptes scabiei.

### Teorías sobre las fibras
Randy Wymore, anteriormente director de investigación de la MRF y actualmente director del "Centro para la investigación de la enfermedad de morgellons" del OSU-HSC, afirma que los pacientes con morgellons tienen masas de fibras oscuras visibles con un aumento de 60x bajo la piel intacta, mientras que los no afectados carecen de ellas. Wymore envió muestras de fibras proporcionadas por pacientes con morgellons al laboratorio criminológico de la policía de Tulsa (Oklahoma) para su análisis. Allí, un científico forense buscó en las bases de datos del gobierno sin encontrar coincidencia con fibra conocida alguna. El director del laboratorio Mark Boese dijo que las fibras "concordaban con algo que el cuerpo podría producir", añadiendo que "esas fibras no son fabricadas por el hombre ni proceden de una planta, podrían ser un subproducto de un organismo biológico".
La doctora Rhonda Casey, jefe de pediatría en el Hospital Universitario del Estado de Oklahoma y parte del equipo de investigación de la MRF en el OSU, afirmó que "había examinado la piel de muchos pacientes con un dermatoscopio y realizado biopsias, tanto en lesiones como en aparente piel sana, viendo fibras en ambas partes. Las blancas son difíciles de ver. Un dermatólogo que no utilizara un dermatoscopio podría no verlas bajo la piel".
Los dermatólogos afirman que las fibras proceden de la ropa y que de ahí se incrustan en las heridas autoinfligidas, y que, por ende, las que los pacientes traen son de naturaleza textil.

### Hipótesis bacteriana
Tres miembros de la MFR, entre ellos Raphael Stricker, director y antiguo presidente de la International Lyme and Associated Diseases Society (ILADS) (en español, Sociedad Internacional de la enfermedad de Lyme y asociadas) y Ginger Savely, también miembro de la ILADS, escribieron un artículo sobre el morgellons publicado a principios de 2006 en el American Journal of Clinical Dermatology. En él dicen que "la enfermedad de morgellons puede estar ligada a un proceso infeccioso indefinido", e informaron de que muchos pacientes tienen Western Blots positivos a Borrelia burgdorferi, agente causante de la enfermedad de Lyme, y que el tratamiento con los antibióticos utilizados para la enfermedad de Lyme conducía a la remisión de los síntomas del morgellons en casi todos los pacientes.
El doctor William T. Harvey, otro miembro de ILADS, planteó también que hay evidencia serológica de bacterias patógenas en los pacientes de morgellons, pero no aportó ninguna evidencia.
Stricker, junto con Citovsky, miembro del MRF procedente de la Universidad Stony Brook del Estado de Nueva York e investigador de patógenos en plantas, informaron en enero de 2007 de que las "fibras morgellons" parecían contener celulosa, y un test PCR de las muestras mostró presencia de ADN de Agrobacterium, un organismo patógeno de las plantas que induce la formación de fibras de celulosa allí donde se produce la infección. Afirmaron que si esto se confirma, el Agrobacterium puede ser el primer caso de bacteria patógena de las plantas involucrado en una enfermedad humana. Sin embargo, este organismo ya es conocido por ser responsable de infecciones oportunistas en humanos con sistemas inmunitarios comprometidos, pero no se ha demostrado que lo sea en individuos sanos.

### Toxinas ambientales
Richard Fagerlund, un entomólogo que escribe una columna titulada Ask the Bugman (en español, Pregunte al hombre de los bichos) en el San Francisco Chronicle, afirmó que se toma en serio la enfermedad de morgellons, y que recibe diariamente cartas de gente con síntomas. Hace veinte años, recibió tres o cuatro en un año. Él cree que la enfermedad está alcanzando proporciones epidémicas, y especula que solo un pequeño porcentaje de los casos se debe al delirio parasitario, mientras que el resto tiene otras causas, como agentes contaminantes, especialmente los pesticidas.

### Teorías de conspiración
Algunos pacientes autodiagnosticados de morgellons junto con varios teóricos de las conspiraciones aportan sus propias hipótesis: algunas plausibles como los vertidos químicos, el bioterrorismo, los denominados chemtrails o la abducción extraterrestre". En un programa de radio llamado Coast to Coast (muy popular entre creyentes en los OVNIs y los fantasmas) un doctor de Nuevo México informó de que un ex-agente de la CIA le había dicho que la enfermedad estaba causada por los franceses. Un experimento fallido del gobierno contaminó el agua, todos los consumidores de agua Evian están en riesgo".

## Tratamiento

### Tratamiento para la enfermedad de Morgellons
La Doxiciclina ha sido reconocida como un posible tratamiento para la enfermedad de Morgellons, ya que un estudio científico ha reportado una remisión de los síntomas, incluida la presencia de fibras, en los pacientes tratados con este fármaco.  No obstante, se necesita una investigación más extensa para validar su efectividad y definir el enfoque terapéutico más adecuado para esta enfermedad infecciosa.

### Tratamiento para el delirio parasitario dermatozoico
Algunos dermatólogos tratan el morgellons como un delirio parasitario. Después de un detallado examen médico para descartar posibles causas orgánicas para los síntomas, el delirio parasitario es normalmente tratado con antipsicóticos típicos. En el pasado, el pimozide era el tratamiento de elección; aparte de su actividad antipsicótica también actúa contra el prurito, disminuyendo la sensación de picor. Sin embargo, requiere frecuentes controles electrocardiográficos. Actualmente, los antipsicóticos atípicos como la olanzapina y la risperidona son los que primero se usan. Los antipsicóticos son efectivos en el tratamiento del delirio parasitario con una dosis de un quinto a un décimo de la empleada en el tratamiento de la esquizofrenia. Es común entre los pacientes de morgellons rechazar el diagnóstico de delirio parasitario. Se ha sugerido que los dermatólogos deberían adoptar el uso del término "morgellons" para mejorar su rapport con los pacientes, permitiéndoles así vencer su resistencia.
Un artículo del Popular Mechanics habla de un dermatólogo que no permitió el uso de su nombre citando "preocupación por su seguridad personal". Este afirmó que "había diagnosticado más o menos cincuenta casos de morgellons" con un trastorno caracterizado por la sensación de tener insectos, y "que había colocado una escayola sobre las lesiones, para prevenir futuras irritaciones, que quitaba a las cuatro semanas". Según este doctor "las lesiones de los pacientes se curaban bajo la escayola".

### Tratamiento para las enfermedades infecciosas
Las personas que afirman padecer morgellons frecuentemente rechazan el diagnóstico de delirio parasitario, "informan de que sus síntomas no son tomados en serio" y rechazan medicamentos psicotrópicos. Hipotetizando que el morgellons es resultado de un proceso infeccioso, algunos médicos relacionados con la MRF recomiendan el uso de antibióticos, antifúngicos, antiparasitarios, suplementos herbales y terapia lumínica para su tratamiento. Randy Wymore, antiguo director de la MRF, reivindica en su web que los pacientes de morgellons cuyos tests resultan positivos para la enfermedad de Lyme se beneficiarían del tratamiento a largo plazo con antibióticos agresivos similares a los usados por algunos médicos en el tratamiento de la enfermedad de Lyme crónica, otra propuesta y discutida enfermedad.
Virginia Savely, enfermera de la MRF y miembro de ILADS, reclama estar en posesión de similares, pero aún no publicados, resultados. El tratamiento con antibióticos no funciona porque cuando cesa los síntomas vuelven. Los dermatólogos afirman que los efectos positivos de los antibióticos en algunos pacientes son comparables al efecto placebo o antiinflamatorio. Advierten del peligro de la prescripción de antibióticos, que puede reforzar el delirio de los pacientes en vez de atajar el problema clave para estos profesionales, el delirio parasitario. Además, el tratamiento a largo plazo con antibióticos puede tener serios efectos secundarios.

### Auto-tratamiento
Las personas con síntomas de morgellons pueden recurrir a tratamientos alternativos descritos en páginas web y foros. Algunos tratamientos, sin embargo, son peligrosos e incluyen el uso de lejía, fármacos veterinarios utilizados para desparasitar caballos e insecticidas industriales.